# Futbol a Eslovàquia

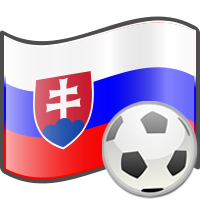

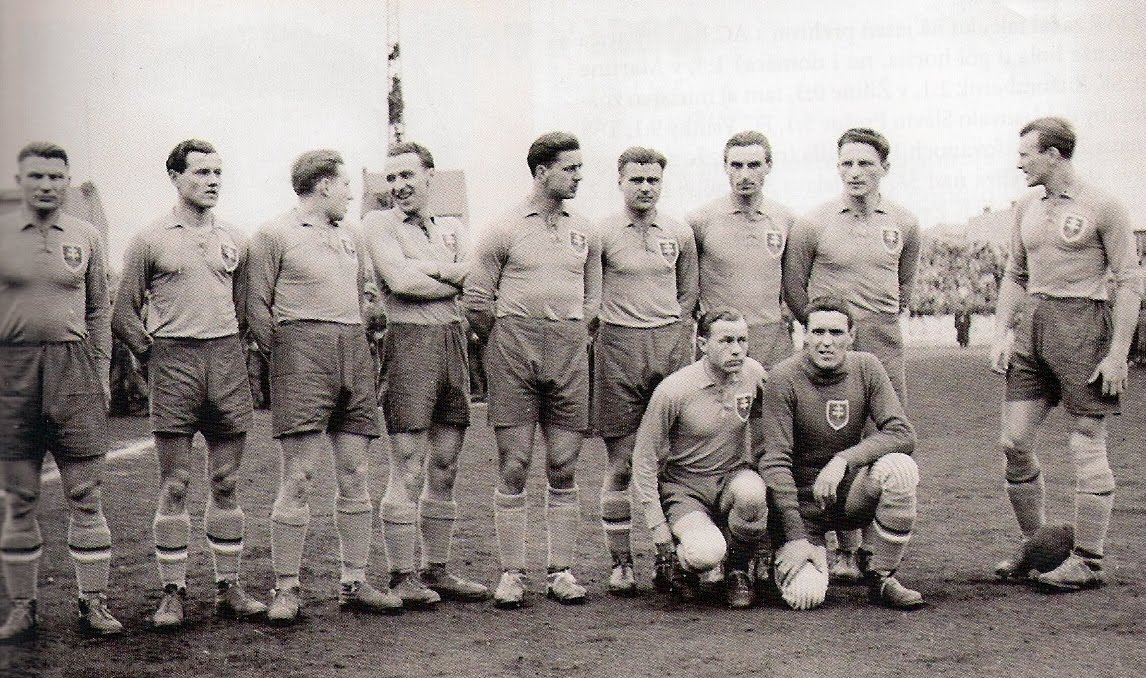
Selecció d'Eslovàquia el 1940.

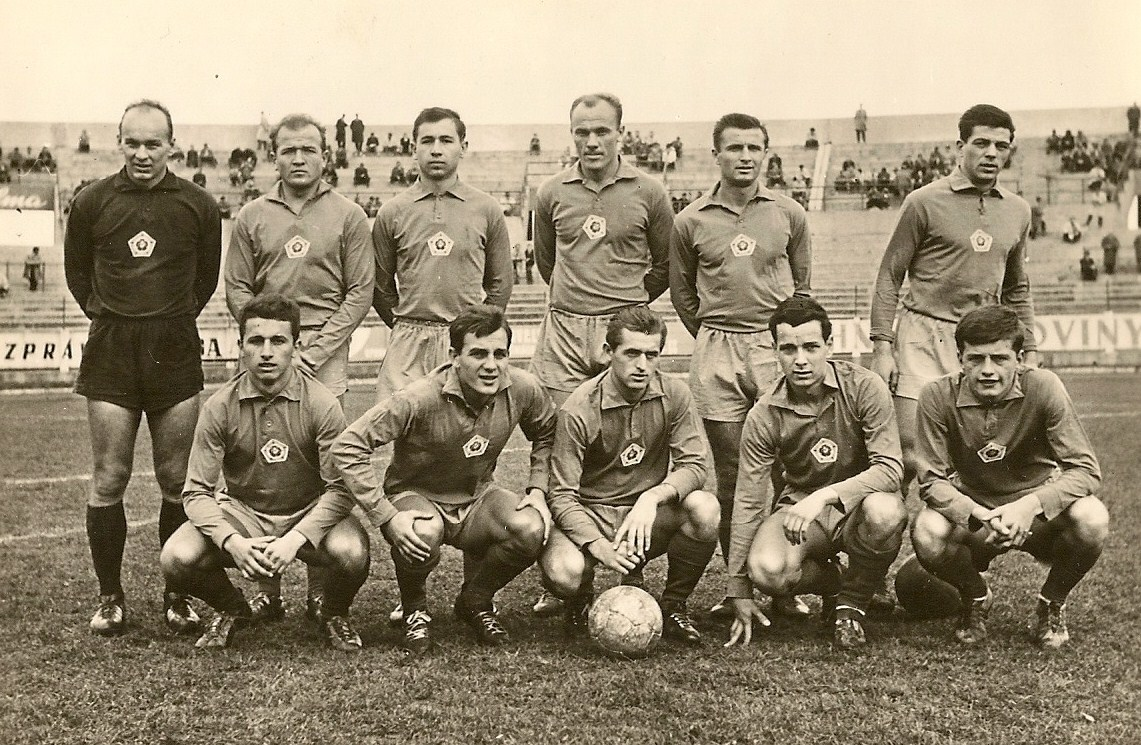
Slovan Bratislava el 1963-64.

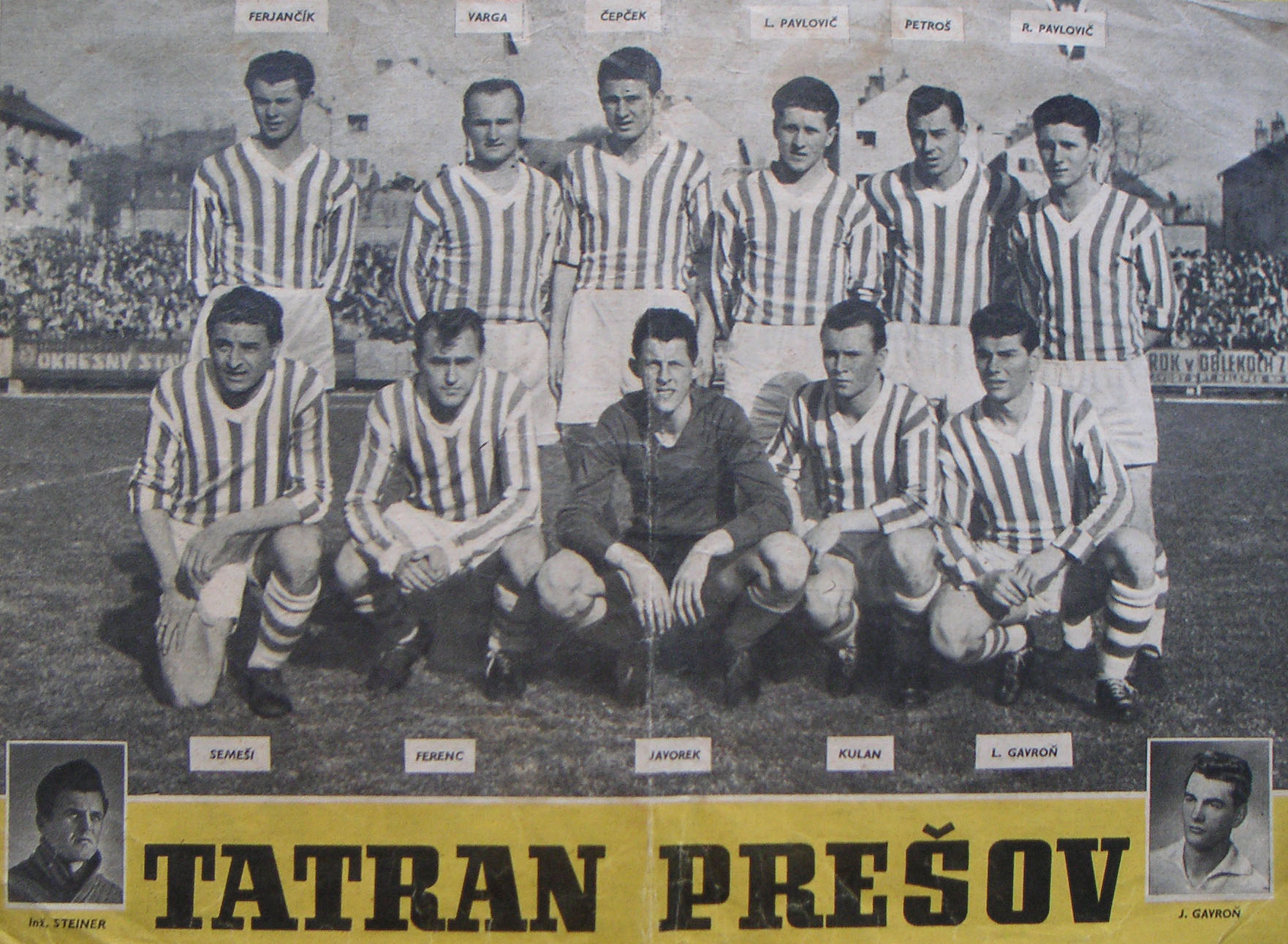
Tatran Presov el 1959.

El Futbol és l'esport més popular a Eslovàquia. És regulat per la Federació Eslovaca de Futbol (SFS).

## Història
El futbol eslovac ha anat sovint lligat al dels seus veïns de la República Txeca. El futbol apareix al país a finals del segle xix quan aquest formava part de l'imperi Austrohongarès. En aquest temps es disputa el primer encontre entre clubs eslovacs i que fou disputat 1899 entre ETVE Presov i PTE Bratislava. D'entre els primers clubs fundats al país destacaren els dos esmentats, EVTE Presov i PTE Bratislava, ambdós apareguts el 1898. Posteriorment nasqueren el Kassai AC (l'any 1903) i el TTE Trencin (l'any 1904).
Finalitzada la I Guerra Mundial, Eslovàquia formarà juntament amb la República Txeca un nou estat anomenat Txecoslovàquia. Inicialment els clubs eslovacs disputaren la Zvazové Majstrovstvá Slovenska, dins la piràmide txecoslovaca, i no és fins al 1935 que el primer club eslovac, l'1.CsSK Bratislava, ascendeix a primera divisió del país. Després de la II Guerra Mundial, clubs com l'Slovan Bratislava, Spartak Trnava o Inter Bratislava assoliren notabilitat.
L'any 1993, Txecoslovàquia se separa en dos estats i Eslovàquia comença a organitzar els seus campionats independents, amb la seva federació afiliada directament a la UEFA. Eslovàquia es classificà per primer cop per un Mundial de Futbol el 2010.

## Competicions
- Lliga eslovaca de futbol
- Copa eslovaca de futbol
- Supercopa eslovaca de futbol

## Principals clubs
- ŠK Slovan Bratislava (Bratislava)
- FK Inter Bratislava (Bratislava)
- FK Artmedia Petržalka (Bratislava)
- MFK Košice (Košice)
- Lokomotiva Košice (Košice)
- FC Nitra (Nitra)
- MŠK Žilina (Žilina)
- FC Spartak Trnava (Trnava)
- 1. FC Tatran Prešov (Prešov)
- FK AS Trenčín (Trenčín)
- FK Dukla Banská Bystrica (Banská Bystrica)
- MFK Ružomberok (Ružomberok)
- FK Matador Púchov (Púchov)
- DAC 1904 Dunajská Streda (Dunajská Streda)

## Jugadors destacats
Font:
Des de 1930
- Štefan Čambal
- Ferdinand Daučík

Des de 1950
- Ladislav Kubala
- Ladislav Pavlovic
- Emil Pazicky
- Imrich Stacho

Des de 1960
- Jozef Adamec
- Titus Bubernik
- Karol Jokl
- Ladislav Kuna
- Andrej Kvašňák
- Ján Popluhár
- Adolf Scherer
- Viliam Schrojf

Des de 1970
- Jozef Barmoš
- Karol Dobiáš
- Koloman Gögh
- Marián Masný
- Anton Ondruš
- Ladislav Petráš
- Ján Pivarník
- Jaroslav Pollak
- Alexander Vencel

Des de 1980
- Jozef Chovanec
- Stanislav Griga
- Ladislav Jurkemik
- Ján Kozák

Des de 1990
- Peter Dubovský
- Ľubomír Moravčík
- Dušan Tittel

Des de 2000
- Marek Čech
- Miroslav Karhan
- Szilárd Németh

Des de 2010
- Marek Hamšík
- Martin Škrtel

## Principals estadis

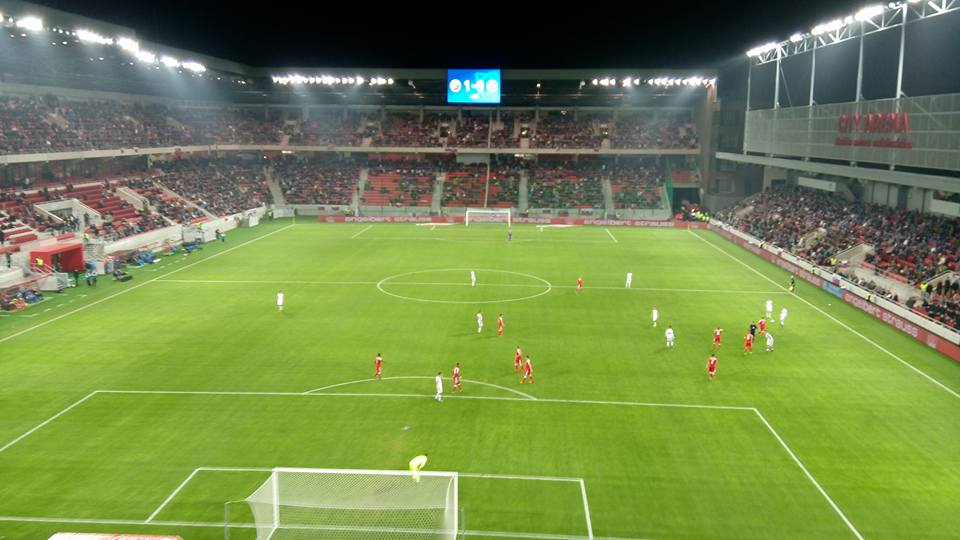
Štadión Antona Malatinského.

| # | Estadi                        | Capacitat | Ciutat            |
| - | ----------------------------- | --------- | ----------------- |
| 1 | Štadión MŠK Považská Bystrica | 20.000    | Považská Bystrica |
| 2 | Štadión Antona Malatinského   | 19.200    | Trnava            |
| 3 | Štadión Pasienky              | 11.591    | Bratislava        |
| 4 | Štadión pod Dubňom            | 11.313    | Žilina            |
| 5 | DAC Aréna                     | 10.325    | Dunajská Streda   |
| 6 | SNP Stadium                   | 10.000    | Banská Bystrica   |